# Driver: Renegade
Driver: Renegade – komputerowa gra z serii Driver wyprodukowana przez francuskie studio Ubisoft. Gra została wydana przez Ubisoft 1 września 2011 roku na Nintendo 3DS.
W czerwcu 2011 roku gra została oficjalnie zaprezentowana na targach Electronic Entertainment Expo.

## Rozgrywka
Gracz wciela się w postać Johna Tannera, policjanta mającego za zadanie walczyć z przestępczością w Nowym Jorku. W tym zadaniu pomaga mu senator Ballard, który chroni Tannera po uratowaniu mu przez niego życia.
Fabuła gry została osadzona pomiędzy wydarzeniami z Driver a Driver 2.
Podczas rozgrywki odtwarzane zostają statyczne przerywniki ukazujące różne wątki fabularne.